# Жінки в кінематографі

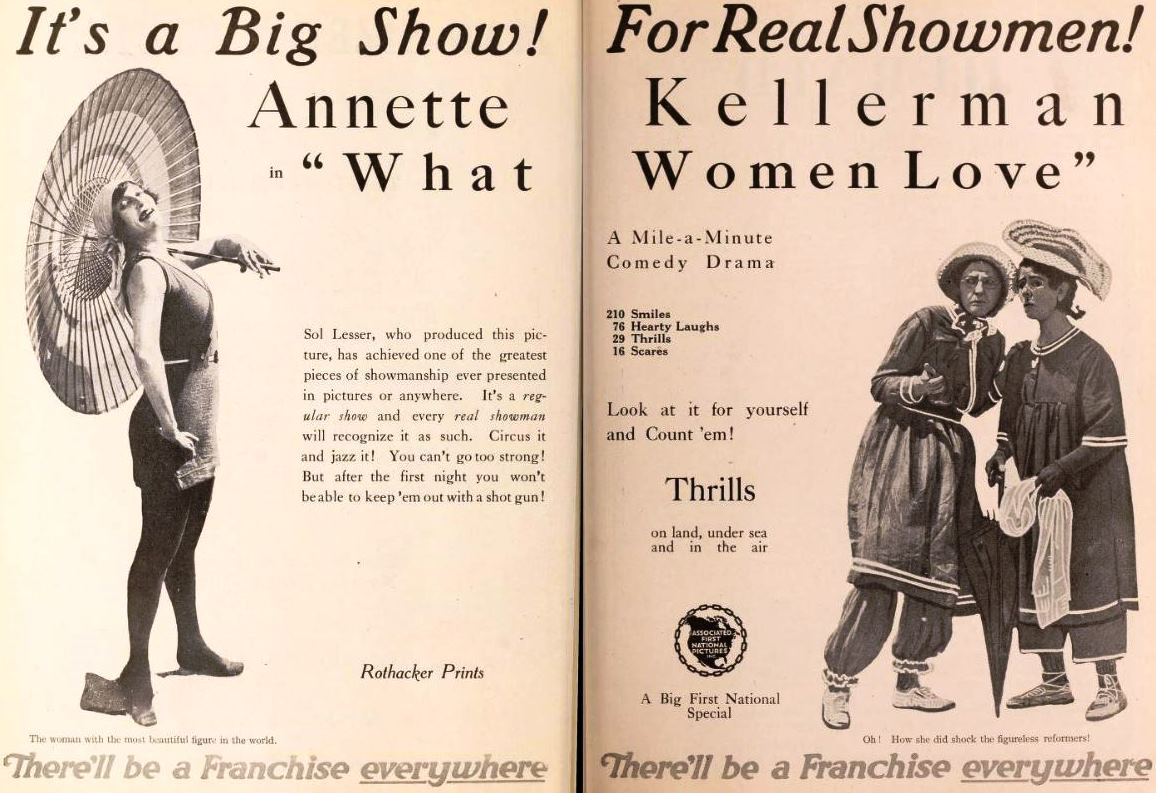
Жінки в кіно, перша згадка

Жінки-мисткині беруть участь у всіх професіях кіноіндустрії, включаючи роботу кінорежисерок, акторок, кінопродюсерок, сценаристок, кінокритикинь, кінокомпозиторок, художниць по костюмах, декораторок, майстринь гриму та решти фахівчинь, залучених у кіновиробництві.

## Сучасна статистика
Опитування 2013 року від «Celluloid ceiling», проведене Дослідницьким центром жінок у телебаченні та кіно (Center for the Study of Women in Television and Film) Державного університету Сан-Дієго, зібрало статистику щодо 2813 осіб, зайнятих у 250 найкращих фільмах внутрішнього виробництва 2012 року. Відповідно до цього звіту жінки складали: 18 % всіх режисерів, виконавчих продюсерів, продюсерів, письменників, кінематографістів та редакторів, 9 % режисерів, 15 % сценаристів, 25 % виробників 20 % редакторів, 2 % кінематографістів.
В оновленні за 2019 рік Дослідницький центр вивчав зайнятість жінок у найкасовіших фільмах та ТБ-шоу останніх 20 років. Дослідження 2018 року показало, що жінки складали (з 250 топових фільмів): 8 % режисерів, 16 % сценаристів, 26 % виробників, 21 % редакторів, 21 % виконавчих продюсерів, 4 % кінематографістів.
У 2014 році Інститут Джини Девіс щодо гендеру в медіа (Geena Davis Institute on Gender in Media) дослідив 120 фільмів, створених в усьому світі з 2010 по 2013 рік: тільки 31 % екранних осіб з іменами були жінками, і всього в 23 % фільмів була протагоністка чи співгероїня. Серед керівного персоналу лише 7 % кінорежисерок (93 % — режисери-чоловіки).
За словами акторки Дженніфер Лоренс, «…жінки, які ведуть переговори про вищу заробітну плату, турбуються про те, що вони через це здаватимуться „важкими“ або „розпещеними“».
За дослідженням жінок на ТБ та кіно в Університеті штату Сан-Дієго, чоловічі персонажі продовжували контролювати великий екран у 2018 році: у 82 % стрічок були 10 або більше чоловічих персонажів у ролях, що говорять. Лише біля 35 % фільмів містили 10 і більше персонажок у ролях з діалогами.
Відсоток найкасовіших фільмів із участю героїнь зріс до 31 % у 2018 році, але у 2017 становив 37 %.
- кількість темношкірих жінок змінився з 16 % в 2017 році до 21 % в 2018 році
- латиноамериканок з 7 % у 2017 році до 4 % у 2018 році
- азійських жінок з 7 % у 2017 році до 10 % у 2018 році.

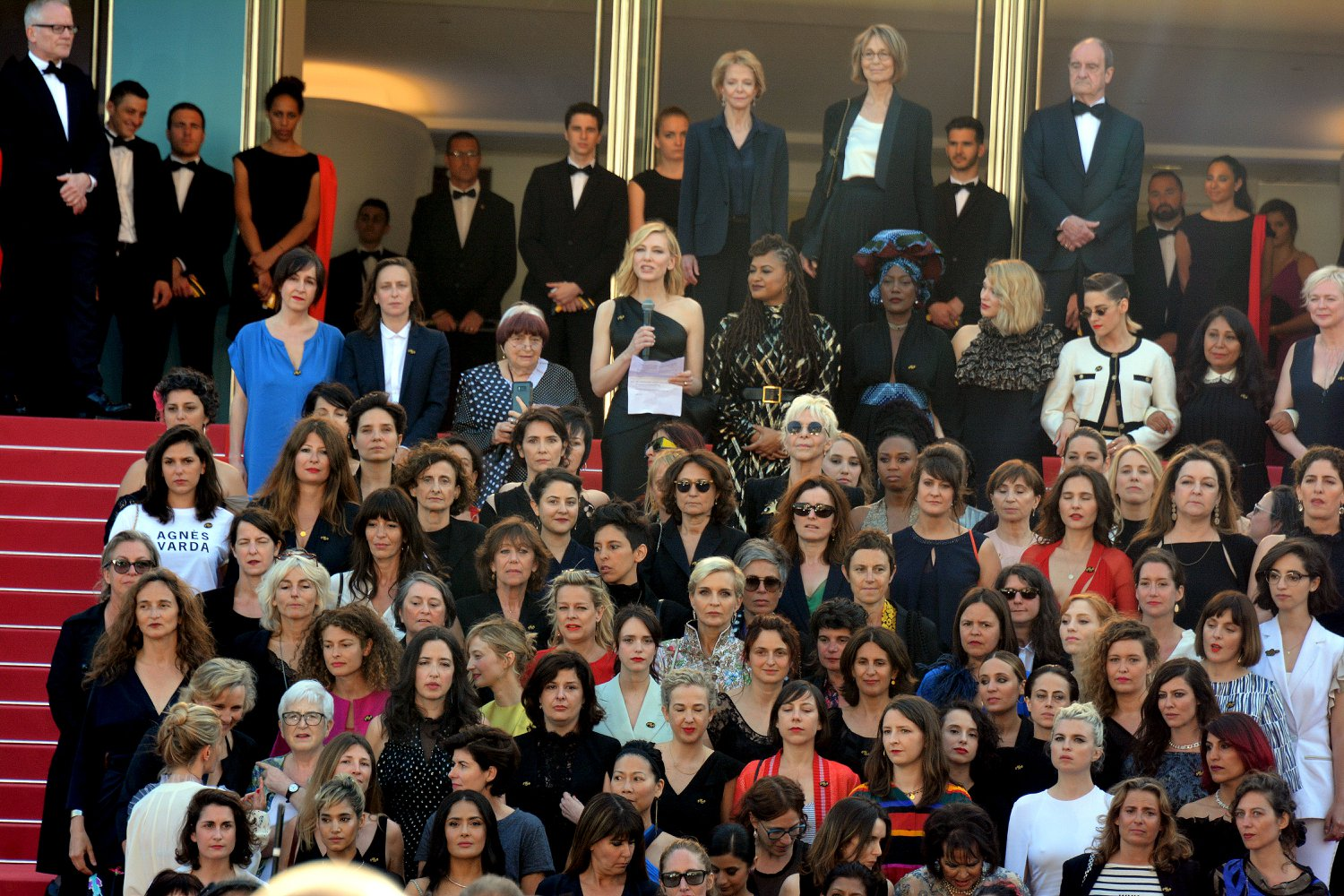
Демонстрація кінематографісток щодо рівності у кіноіндустрії, 12 травня 2018, Канни

На Каннському кінофестивалі 2018 року 82 жінки виступили проти гендерної нерівності. Вони зібралися на сходах під час прем'єри фільму «Дівчата сонця» режисерки Єви Юссон, яка була однією з небагатьох жінок-режисерок, номінованих на премію «Золота пальмова гілка». 82 учасниці символізували кількість режисерок, номінованих на нагороди в Каннах протягом багатьох років, в порівнянні з 1645 чоловіками-режисерами.

## Жіноче кіно
Режисерки працювали у кіноіндустрії з моменту її заснування у ХІХ столітті. Француженка Аліс Гі-Бланше зняла понад сотню німих стрічок та створила перший художній фільм. Американка Лоїс Вебер у своїх роботах підіймала такі соціально-гострі феміністські теми, як контроль над народжуваністю та аборти. У творчій практиці сюрреалістки Жермен Дюлак чергуються рядові комерційні постановки з експериментальними фільмами. Відомими сценаристками цього часу є: Френсіс Маріон, Аніта Лус та Джун Метіс.
У 1910-х роках кар'єру починає перша в історії кіно професійна жінка-каскадерка — Гелен Гібсон.

У міру того, як американський кінематограф став високо комерціалізованою індустрією в 1920-х, можливостей для режисерок та продюсерок ставало все менше. Тоді як в 1927 році в США з'явилося звукове кіно, і можливості жінок за камерою були переважно обмежені професіями сценаристок, дизайнерок костюмів, декораторок, візажисток тощо. А впровадження в галузі самоцензури в формі Кодексу Гейса в 1934 році означало, що такі теми, як контрацепція та аборти, були заборонені.

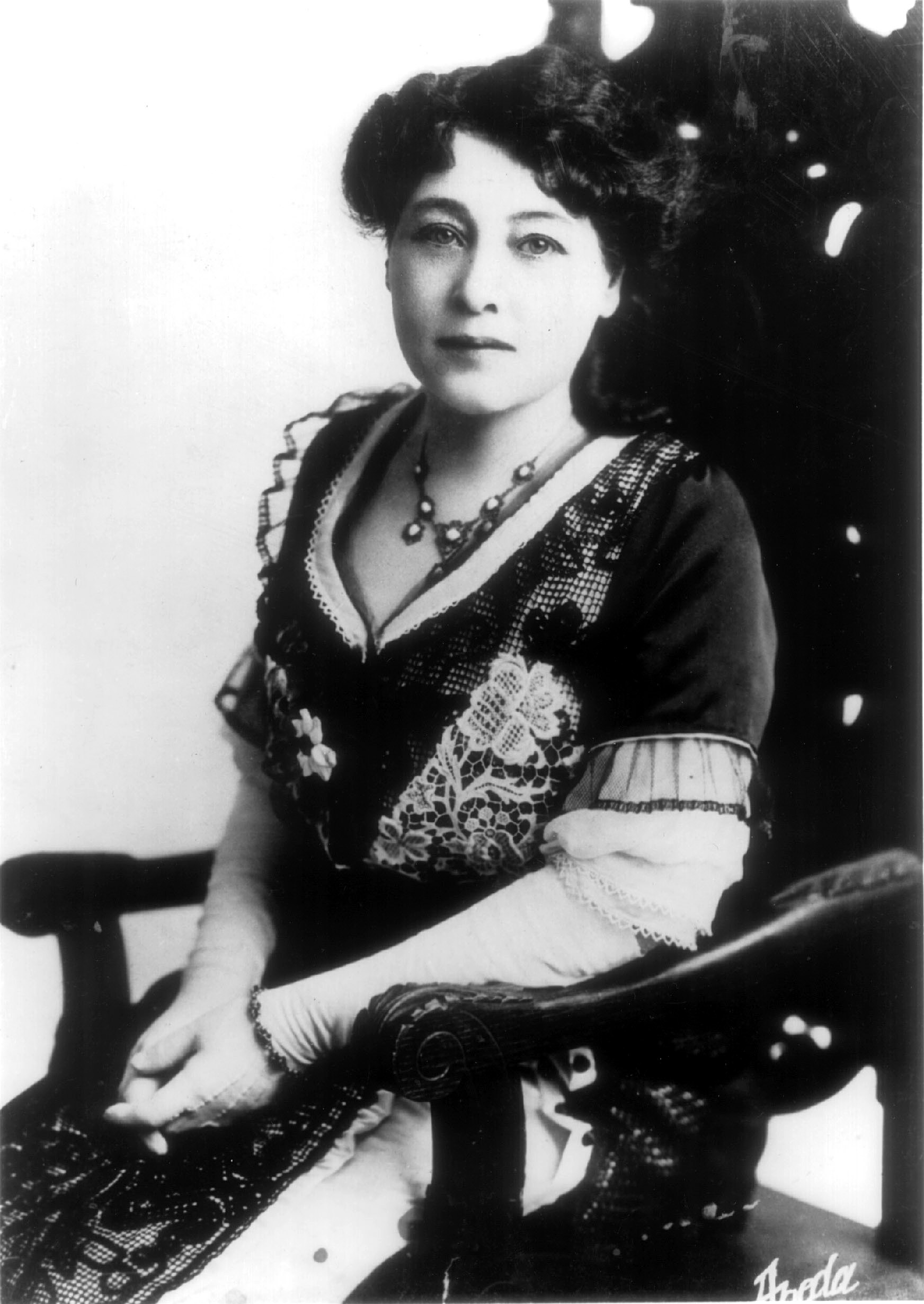
Аліс Гі-Бланше, 1896

Кінокомпанії зосередили знімальні майданчики в Голлівуді, закріпили стандартний набір сюжетів про головного героя — чоловіка, який на шляху до своєї мети зустрічає кохання. Жінка у фільмах — це другорядна, слабка персонажка.
З кінця 20-х у кіно працювати почала голлівудська художниця по костюмах Едіт Гед. За свою кар'єру вона здобула рекордні 8 премій «Оскар» за найкращий дизайн костюмів.
У 1930-ті успішні фільмі робить американська кінорежисерка Дороті Арзнер. Вона знімає таких відомих акторок, як Кетрін Гепберн, Джоан Кроуфорд та Сільвія Сідні. 1931 року Леонтина Саган зняла стрічку «Дівчата в уніформі», що розглядається як перший фільм про лесбійську любов.
Лені Ріфеншталь — авторка першого панорамного знімання у документальному кіно. Вперше почала використовувати пожежні машини для фільмування з верхніх ракурсів та проклала рейки з рухомих вагонеток для камер. Найбільшу славу Ріфеншталь приніс фільм «Тріумф волі» — про з'їзд нацистської партії Гітлера.
На кінець 40-х років в американському комерційному кінематографі лишилася єдина режисерка — Дороті Арзнер. Іншим жінками довелося перейти в експериментальне кіно або покинути професію. Американка українського походження Майя Дерен в цей час режисувала та знімалася у незалежному кіно, була теоретикинею авангарду. Жаклін Одрі стала першою жінкою-режисеркою у післявоєнній Франції, стрічки якої мали комерційний успіх.
Після Другої світової війни, під час другої хвилі фемінізму, коли жінки боролися за право голосувати та працювати, кількість режисерок зросла. У документальному та ігровому кіно жінки змогли підняти теми гендерної рівності.
У 1950-ті працювало багато кінематографісток. Одні з найвідоміших, незалежна нью-йоркська авторка Ширлі Кларк та голлівудська акторка та режисерка Айда Лупіно. Провідною жінкою-режисеркою Японії була Танака Кінуйо.

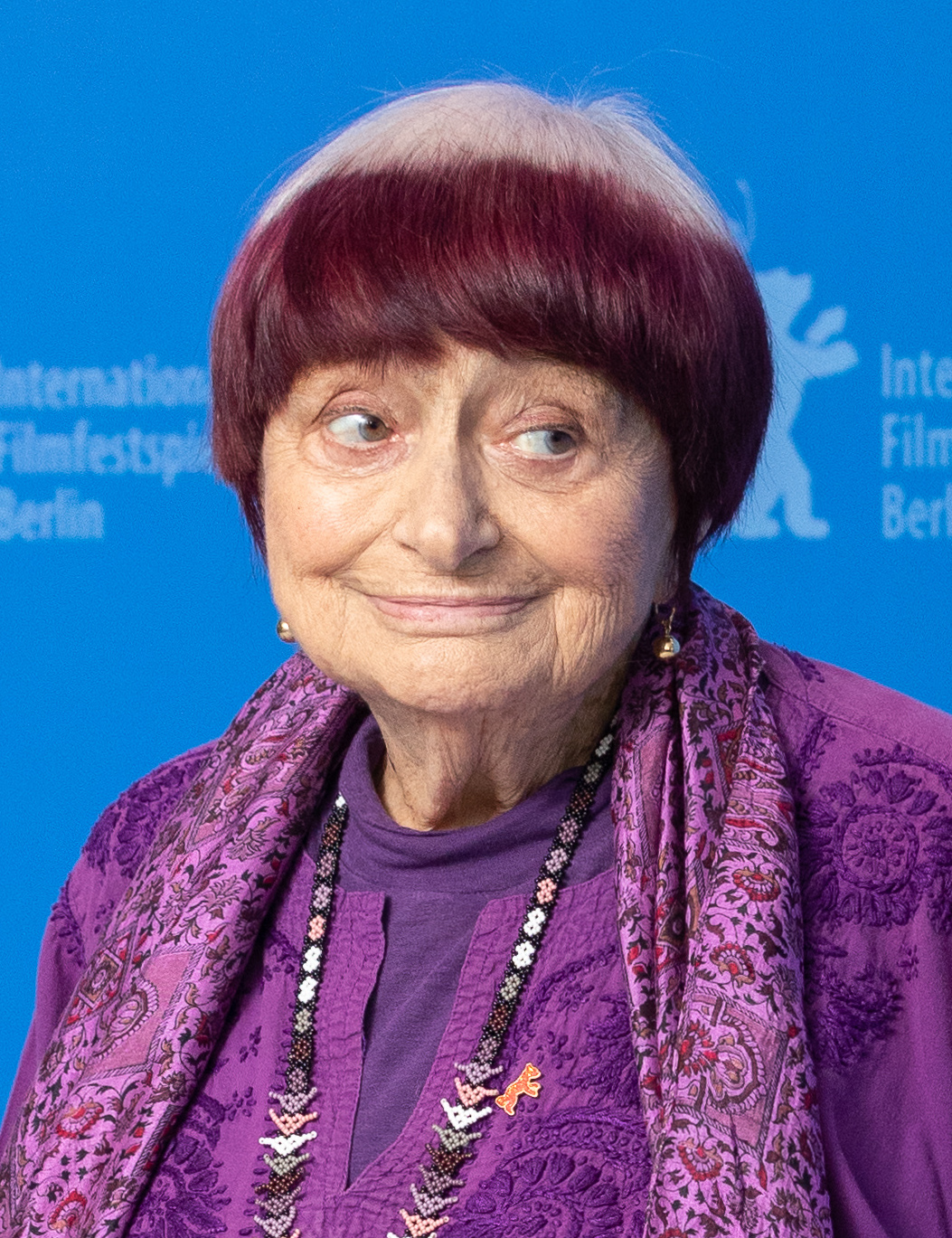
Аньєс Варда на кінофестивалі Берлінале у 2019 році

У 1961 році Юлія Солнцева стала першою жінкою-режисеркою, яку нагородили Призом за найкращу режисуру на Каннському кінофестивалі за фільм «Повість полум'яних літ».
З початку 1960-х в режисурі себе пробує акторка Май Зеттерлінг, її першими роботами стали короткометражки та документальні фільми на політичні теми. Фільми Зеттерлінг відрізняються яскраво вираженою сексуальністю. В ці роки працювати в кіно також починає Аньєс Варда. Ім'я мисткині тісно пов'язане з французькою «новою хвилею», а також із феміністичним рухом. Фільми Віри Хитілової були заборонені урядом Чехословаччини. Найвідоміша завдяки чеському фільмові нової хвилі «Стокротки». Документальний фільм іранської поетеси Форуг Фаррохзад «Будинок є чорний» здобув кілька міжнародних нагород. З кінця 60-х феміністка Барбара Гаммер починає знімати експериментальні фільми, в яких підіймає теми гендерних ролей, лесбійських стосунків та відносин з родиною.
В українському кінематографі за радянських часів працювали Кіра Муратова та Лариса Шепітько, також Ніна Василенко — режисерка-аніматорка.
У 1971 році виходить інноваційна, впливова незалежна стрічка «Ванда» американської режисерки Барбари Лоден. 1972 року Елейн Мей знімає фільм «The Heartbreak Kid» — перший голлівудський студійний фільм режисерки-жінки після фільму Айди Лупіно «Біда з ангелами» (1966). У цей рік також виходить комедія Ліни Вертмюллер «Ображена честь Мімі-металурга», що отримала номінацію на Каннському кінофестивалі. Через три роки, завдяки стрічці «Сім красунь», Вертмюллер увійшла до історії кіно, як перша жінка-номінантка на «Оскар» за найкращу режисуру.
В 70-ті також працює Катрін Брейя — французька письменниця, режисерка, акторка і Шанталь Акерман — лавреатка та номінантка багатьох фестивальних та професійних кінонагород. В цей період свою кар'єру починає Тельма Шунмейкер — в майбутньому власниця трьох «Оскарів» за найкращий монтаж. За життєвий внесок у світове кіномистецтво у вересні 2014 року Шунмейкер нагороджена почесним «Золотим левом» Венеціанського кінофестивалю.
Всесвітнє визнання отримав фільм Ліліани Кавані «Нічний портьє» (1974) про сексуальний зв'язок колишньої ув'язненої концтабору та її мучителя-нациста. Після судових розглядів фільм був урешті-решт визнаний твором мистецтва і вийшов в прокат. Починаючи з 1976 року Ліззі Борден взяла участь у якості режисерки, операторки, сценаристки, продюсерки і актриси в 11-ти фільмах і телесеріалах на феміністську та ЛГБТ-тематику. У 1983 році Борден отримала премії Берлінського кінофестивалю і Créteil International Women's Film Festival за фільм «Народжена у вогні». А в 1987 році — премію Санденського кінофестивалю за картину «Працюючі дівчата».

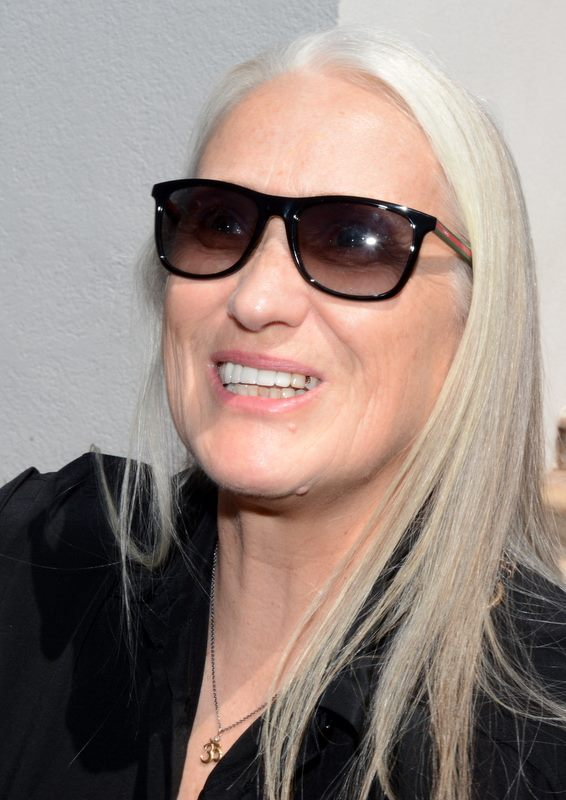
Джейн Кемпіон, 2014

У комерційний кінематограф жінки повернулися у 80-х—90-х роках. В Україні в цей період режисерки знімали ігрове та експериментальне кіно.
Сьюзен Сейделман — одна з найвідоміших жінок-режисерок Америки в 1980-х роках. У 1985 році вона зняла стрічку «Відчайдушно шукаю Сьюзен» з Мадонною в головній ролі й ще кілька менш бюджетних фільмів. Гучний успіх режисерці приніс знятий в 1998 році серіал «Секс і місто».
В Індії Міра Наїр зняла кілька документальних фільмів, один з них («Кабаре Індія», 1985) був помічений критикою і нагороджений кількома преміями. Її дебютний ігровий фільм «Салям, Бомбей» (1988) приніс кінематографістці світове визнання. Успішні фільми в Індії також знімали: Апарна Сен, Діпа Мехта, Гуріндер Чадха.
Фільм «Дочки пилу» (1991) Джулі Даш став першим повнометражним фільмом з релізом у кінотеатрах, що був написаний та зрежисований жінкою-афроамериканкою.
Повнометражний фільм Саллі Поттер, «Орландо» (1992), був високо оцінений у всьому світі. На додаток до двох номінацій на премію Оскар, «Орландо» завоював понад 25 міжнародних нагород, включаючи Європейський кіноприз, який вручається Європейською кіноакадемією.
Новозеландка Джейн Кемпіон стала першою жінкою-режисеркою, яка стала володаркою головної нагороди Каннського кінофестивалю. 1993 року за стрічку «Піаніно» Кемпіон отримала «Золоту пальмову гілку».

Отримали успіх картини режисерки Софії Копполи. Її високо оцінений фільм «Труднощі перекладу» (2003) заробив у прокаті понад 119 млн доларів.

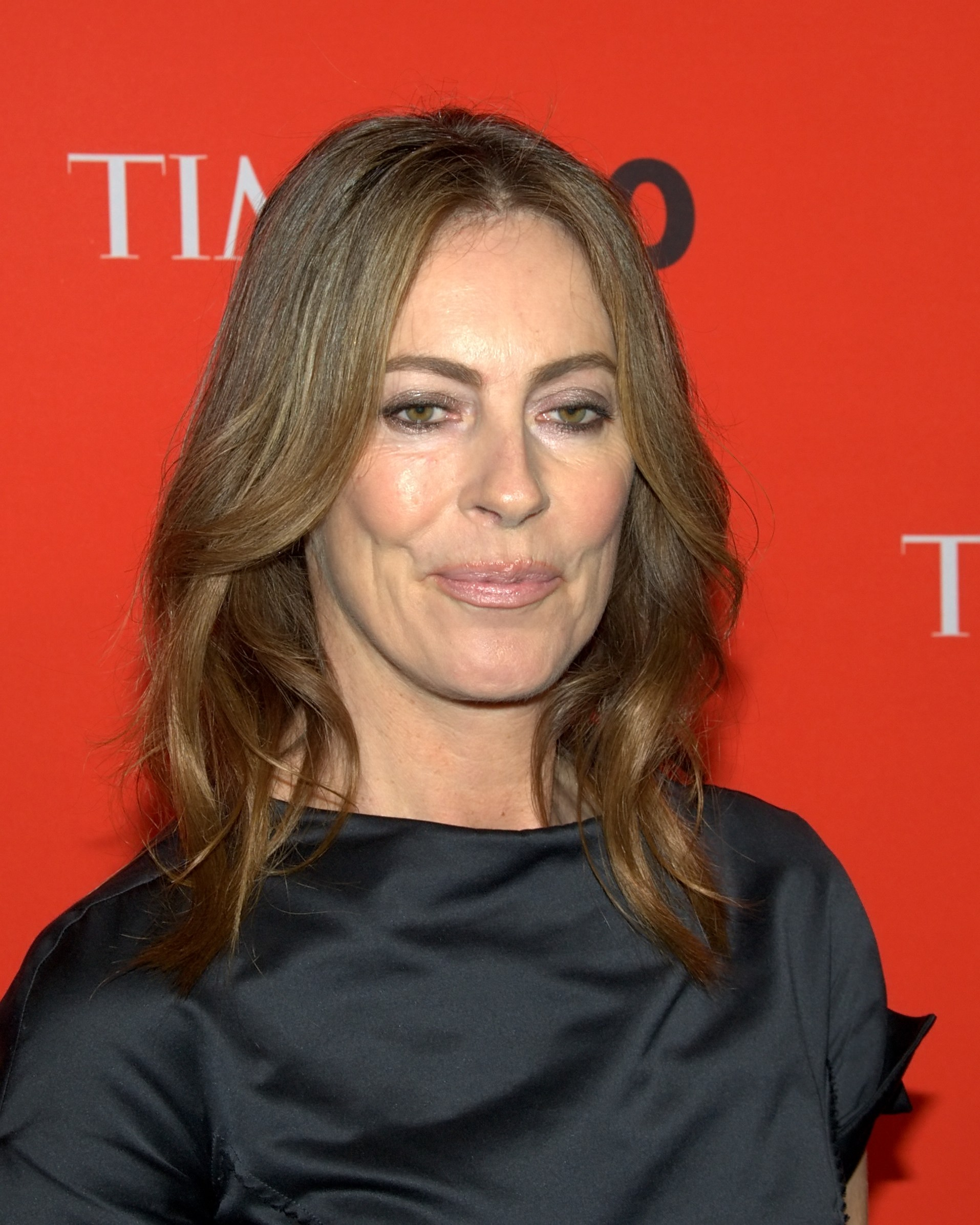
Кетрін Бігелоу, 2010

Кетрін Бігелоу — перша в історії жінка, якій вдалося перемогти у номінації «Кращий режисер» премії «Оскар» із фільмом «Володар бурі», знятому у 2008 році.
Фільми Кетрін Хардвік набрали загальну суму 551,8 млн доларів. Її найуспішніші картини — «Сутінки» (2008) та «Червона Шапочка» (2011).
«Ваджда» (2012) Хаіфи Аль-Мансур — перший повнометражний фільм, який зняла жінка-режисер із Саудівської Аравії. Картина отримала низку нагород на міжнародних кінофестивалях і стала першою стрічкою, що була номінована на кінопремію «Оскар» від Саудівської Аравії.
У 2015 році Аньєс Варда отримала Почесну «Золоту пальмову гілку» 68-го Каннського кінофестивалю, ставши першою жінкою, відзначеною цієюнагородою.
У 2016 році фільм «Жінка без голови» (2008) аргентинської кінорежисерки Лукресії Мартель, посів 89 місце у списку 100 найвеличніших фільмів XXI століття за версією BBC. У цьому ж списку 22 місце зайняв фільм «Труднощі перекладу» Софії Копполи, 65 місце — «Акваріум» Андреа Арнольд, 67 місце — «Володар бурі» Бігелоу, 97 — «Білий матеріал» Клер Дені та 100 — фільм «Тоні Ердманн» Марен Аде.
Фільм Лінн Ремсі 2017 року «Тебе ніколи тут не було» входив до основної конкурсної програми 70-го Каннського міжнародного кінофестивалю, змагаючись за головний приз — «Золоту пальмову гілку». Ремсі отримала приз за найкращий сценарій до фільму. У цьому ж році фільм «Леді-Птаха» приніс американській сценаристці та режисерці Ґреті Ґервіґ номінацію на премію «Золотий глобус» за найкращий сценарій. Також за цей фільм вона була номінована на дві премії «Оскар» в категорії «за найкращу режисуру» і «за найкращий оригінальний сценарій».
Найвідоміший фільм Петті Дженкінс — «Диво-жінка» зібрав у прокаті 821 млн, що зробило його п'ятим за успішністю фільмом про супергероя або супергероїню всесвіту коміксів DC. Фільм заробив 38,7 млн $ у день прем'єри — це найкращі збори за один день для фільму, знятого жінкою (до цього найбільший результат, 35,9 млн $, належав «Сутінкам» режисерки Кетрін Гардвік), а також найкращі касові збори стартового дня серед екранізацій коміксів із головною персонажкою-жінкою (випереджаючи результат у 7 млн $ «Привида у броні»).
У 2019 році компанія BBC зробила опитування серед 368 кінознавців із 84 країн, щоб назвати 100 найкращих фільмів жінок-режисерок. Серед трьох найкращих: «Жанна Дільман, набережна Комерції 23, Брюссель 1080» Шанталь Акерман; «Клео від 5 до 7» Аньєс Варди; та «Фортепіано» Джейн Кемпіон. Варда стала найбільш номінованою режисеркою, у список потрапили шість її фільмів.

## «Жіночі» фільми

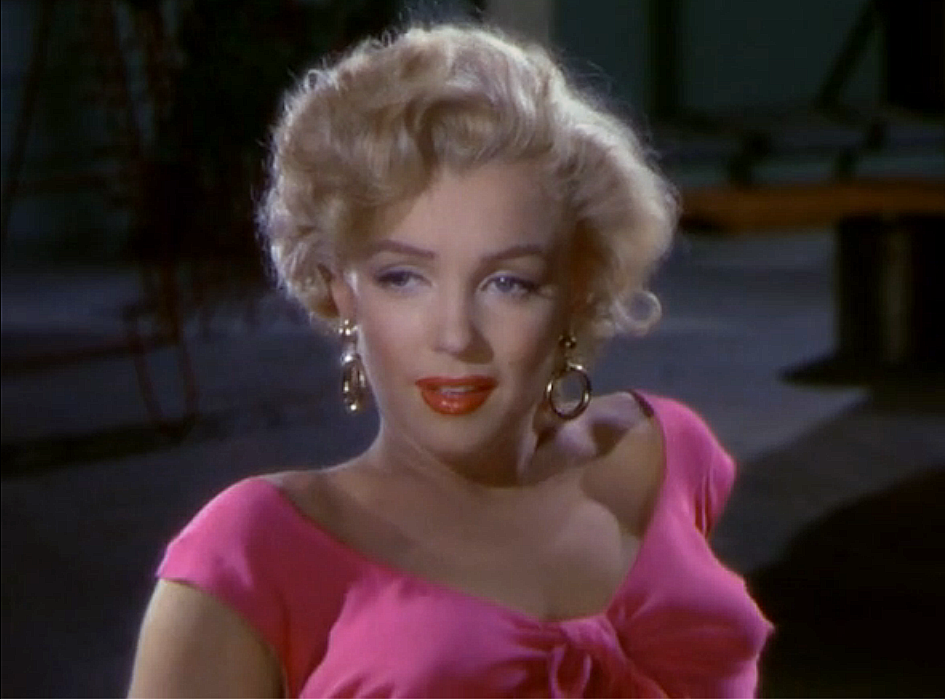
Мерилін Монро у ролі Роуз Луміс у фільмі (1953)

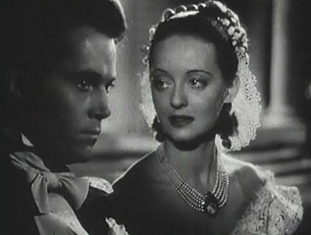
Бетті Девіс у «Єзавель» (1938), одному із найвідоміших жіночих фільмів: героїня втрачає нареченого і соціальне становище, коли кидає виклик умовностям

Жіночі фільми, на відміну від жіночого кіно, створеного жінками-кінематографістками, це продукти, зроблені чоловіками для жінок, що стереотипно зображуть «жіночі» проблеми (щодо домашнього життя, сім'ї, материнства та романтики), і часто передбачають самопожертву персонажок, транслюють і інші гендерні стереотипи.
Витоки жанру сягають німих фільмів Д. В. Гріффіта. До усталення як жанр у 1980-х називалися мелодрамами. Найпопулярніші в 1930-х і 1940-х, досягнувши апогею під час Другої світової. Робота Джорджа К'юкора, Дугласа Сірка, Макса Офюльса та Джозефа фон Штернберга була пов'язана з жанром. Джоан Кроуфорд, Бетт Девіс і Барбара Стенвік серед найплідніших його зірок. Хоча Голлівуд продовжував знімати стрічки з подібними елементами, термін великою мірою зник в 1960-х.
Анн Фонтен, що зняла «Коко до Шанель» і «Невинних», зарекомендувала себе як дуже прогресивну режисерку свого часу, заявивши, що «жіночі фільми» мають ґрунтуватися на поглядах режисера, а не на його/її статі. Знаючи, що рух «жіночого кіно» суперечить класичній голлівудської системі, Фонтейн не любила ототожнювати себе з цим.

## Гендерні стереотипив кіно

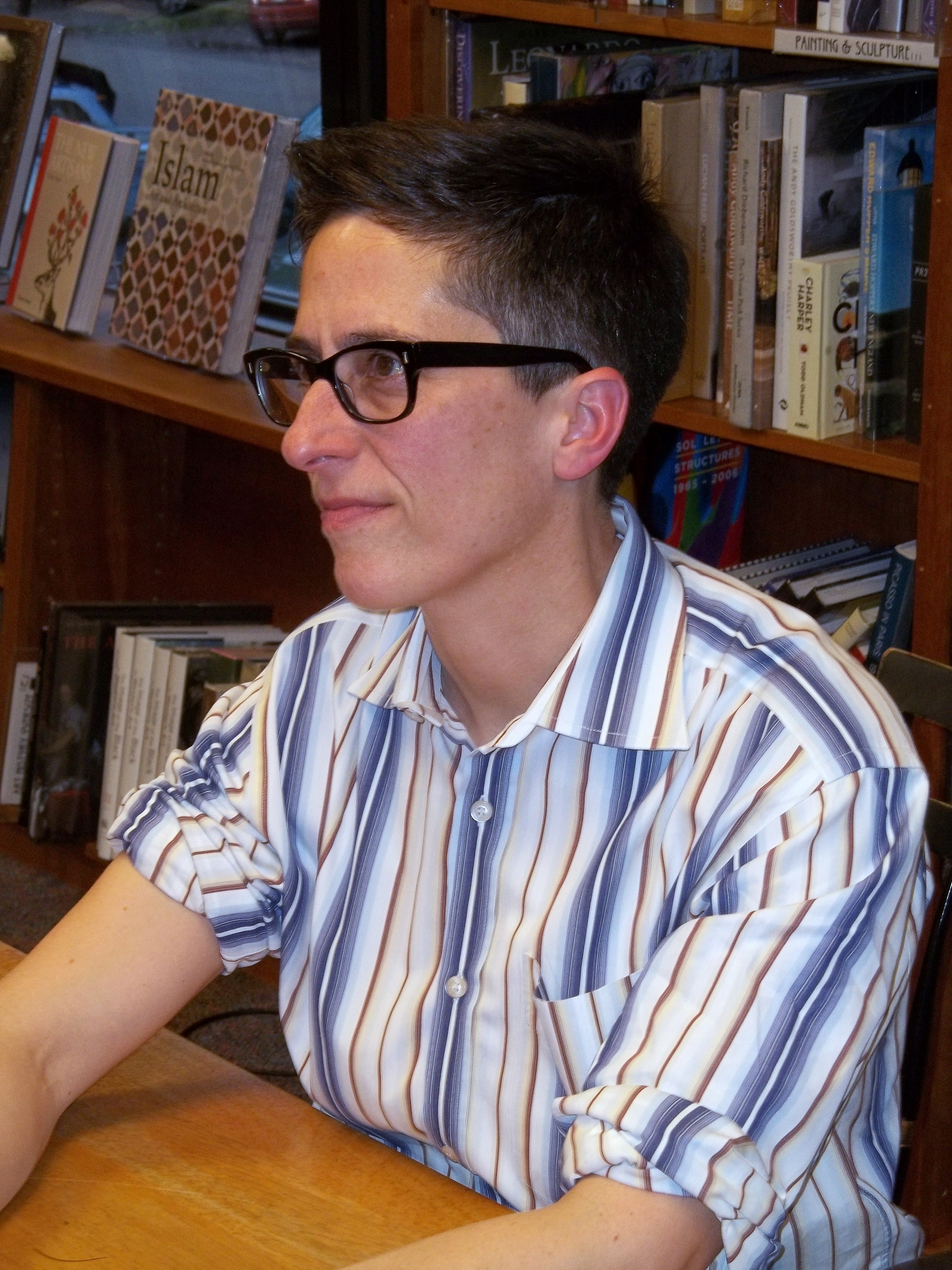
Елісон Бекдел — авторка тесту Бекдел

У класичному кінематографі чоловічі персонажі рухають сюжет, тимчасом як жіночі пригальмовують його і слугують для візуального задоволення глядача, тобто сексуально об'єктивуються. Коли з'являється образ активної героїні, яка відмовляється від очікуваної пасивної ролі, жінка стає рушієм сюжетної лінії та найчастіше здобуває перемогу над ворогом. Тому в медіа формується нова логіка побудови сильних жіночих образів, які потім стають стереотипами.
- Першим із найпоширеніших гендерних стереотипів у кіно є еротизація: приваблива уніформа, тонка талія, бездоганна зачіска і юне обличчя. Джейн Фонду в фільмі «Барбарелла» (1968) можна вважати образом-піонером еротизованої войовниці, який більше нагадує чоловічу фантазію, ніж повноцінну персонажку й активну оповідачку. Цей стереотип можна яскраво побачити у фільмах «Не називай мене малям» (1996), «Ангели Чарлі» (2000), «Лара Крофт: Розкрадачка гробниць» (2001), «Електра» (2005), «Еон Флакс» (2005), «Оселя зла» (2002—2012). Еротизація об'єктивує жінку, тому навіть коли вона професіоналка своєї справи, надмірна увага до тіла нівелює всі її дії.[20]
- Романтизація жінки-воїтельки, де воїнський статус послаблений через романтичний інтерес протагоністки до іншого героя. Переважно ним стає чоловік, єдиний, хто може перемогти її, виявити слабкості та посилити мотивацію («Ксена: принцеса-воїн» (1995—2001), «Вбити Білла»). Створюється досить суперечливий образ, у якому жінка постає бійчинею, але водночас її контролює інший персонаж, тому знову ідея рівності сходить нанівець.
- Стереотипом є й героїзація жінки через надання її зовнішності очевидної маскулінізації. Персонажка або підлаштовується під чоловічий нормативний стиль («Чужий», «Термінатор 2: Судний день», «Ксена: принцеса-воїн», або голить волосся на голові, як у «Солдат Джейн». Війну та насильство традиційно співвідносять із поняттям мужності, тому жінку, яка обирає такий шлях, називають мужньою, а глядач підсвідомо прирівнює героїню до героя.
- Ще однією стереотипною моделлю стає віктимізація головної героїні. Мотивація для неї — помста за причинений у минулому біль («Відважна» (2007), «Солт» (2010) або реакція на жорстокі умови для виживання («Її звали Нікіта» (1997—2001), «Голодні ігри» (2012—2015). На відміну від маскулінізованого образу, глядач відчуває, що героїня перебуває в загрозливому світі насилля, де роль воїтельки — неминучий наслідок минулого, а не свідомий вибір.

## Тест Бекдел
У 1985 році з'явився тест Бекдел — простий спосіб оцінити активну присутність персонажок у фільмах та те, наскільки вони чітко закріплені та завершені. Тест має три критерії:
- є принаймні дві персонажки з іменами,
- які розмовляють між собою
- про щось, крім чоловіків.

Тест Бекдел привернув академічну увагу: були спроби його автоматизувати. Найширше застросування він здобув у індустрії кіно та телебачення.
Згідно з користувацькими базами та пресою медіаіндустрії, лише біля половини всіх кінофільмів відповідають вимогам тесту. 45 % фільмів 2015 року не проходять його.

## Подальше вивчення
- Anderson, Lisa M. Mammies no more: the changing image of Black women on stage and screen. Lanham: Rowman & Littlefield, 1997.
- Benshoff, Harry M. America on film: representing race, class, gender, and sexuality at the movies. Malden, MA: Blackwell Pub., 2004.
- Brunsdon, Charlotte (Ed). Films for women. London: British Film Institute, 1986.
- Butler, Alison. Women's cinema: the contested screen. London: Wallflower, 2002.
- Davies, Jude. Gender, ethnicity and sexuality in contemporary American film. Chicago, Il: Fitzroy Dearborn Publishers, 2000.
- Foster, Gwendolyn Audrey. Women filmmakers of the African and Asian diaspora: decolonizing the gaze, locating subjectivity. Carbondale: Southern Illinois University Press, 1997.
- Haskell, Molly. From reverence to rape: the treatment of women in the movies. Chicago: University of Chicago Press, 1987.
- Thornham, Sue (Ed). Feminist film theory: a reader. New York: New York University Press, 1999.